# 武威高原鳅
武威高原鳅（学名：Triplophysa wuweiensis）为輻鰭魚綱鯉形目條鳅科高原鳅属的鱼类，俗名武威条鳅，是中国的特有物种。分布于甘肃省河西走廊的石羊河水系等，以及黄河山西段若干支流（偏关河河口及汾河源头），體長可達6.1公分。主要生活于河流缓流河段。该物种的模式产地在武威北门外水渠及北大河。

## 扩展阅读
維基物種上的相關：武威高原鳅